# Марло, Кристофер
Кри́стофер Ма́рло (англ. Christopher Marlowe) (крещён 26 февраля 1564, Кентербери — 30 мая 1593, Дептфорд) — английский поэт, переводчик и драматург-трагик елизаветинской эпохи, наиболее выдающийся из предшественников Шекспира.
Благодаря ему в елизаветинской Англии получил распространение не только рифмованный, но и белый стих. 

## Биография

### Юность
Марло родился в один год с Шекспиром (1564) в семье сапожника из Кентербери. До 1580 года посещал местную школу, где изучал латынь, основы греческого языка, а также пение и стихосложение. Затем с марта 1581 года учился, как стипендиат архиепископа Паркера, в Кембриджском университете. В Кембридже Марло сблизился с Томасом Нэшем и Томасом Уолсингемом, племянником члена Тайного совета Ф. Уолсингема. Марло окончил Колледж Тела Христова в Кембриджском университете, став бакалавром (1584), а затем — вероятно, по протекции Уолсингема-старшего — магистром (1587).
Связь Марло с Уолсингемом, по-видимому, объясняет вольности в его поведении ещё во время учёбы в Кембридже. Например, с середины 1584 года в документах университета отмечаются продолжительные отлучки Марло. Однажды он побывал в родном Кентербери, но куда он ездил в остальных случаях (например, с февраля по июнь 1587), точно не известно. Тайный совет потребовал от руководства университета допустить Марло к выпускным испытаниям, ссылаясь на то, что «он хорошо поработал на благо королевы» во время пребывания на континенте. Предполагается, что Марло собирал во Франции сведения о деятельности английского католического подполья, пытавшегося бросить вызов протестантскому режиму королевы Елизаветы I . По возвращении с континента Марло стал тратить крупные суммы на выпивку и хороший стол.
В 1592 году Марло был задержан властями Соединённых провинций в портовом городе Флиссингене и обвинён в фальшивомонетничестве. Его выслали в Англию, где он должен был предстать перед лордом Бёрли; по возвращении на родину никаких обвинений ему предъявлено не было. Биографы Марло связывают этот эпизод с его разведывательной деятельностью.

### Марло в Лондоне
Пользуясь своими обширными связями, Кристофер Марло переехал в Лондон, где занялся активной литературной деятельностью. Он сблизился с т. н. «университетскими умами», кругом драматургов, писавших для общедоступного театра, куда входили поэты Д. Лили, Т. Нэш, Р. Грин, Дж. Пил и Т. Лодж. В английской столице за ним закрепилась репутация курильщика, распутника, скандалиста, дуэлянта, колдуна, вольнодумца и содомита. Тогда же была поставлена его первая трагедия «Тамерлан великий, скифский пастух», которая пользовалась таким колоссальным успехом, что Марло вынужден был написать её продолжение (чего раньше на лондонской сцене не случалось). В этой пьесе в полной мере проявился вкус Марло к напряжённой экспрессии, к живописной экзотике и сценическим эффектам.
Приблизительно с этого времени его отношения с правительством резко меняются. Вольнодумный кружок У. Рэйли, в который вступил Марло, не был на хорошем счету у правительства. Считалось, что там проводились некие «кощунственные обряды». В мае 1593 года в Лондоне произошли волнения, в которых участвовали католики и протестанты. В городе распространялись памфлеты с выпадами против рабочих-иммигрантов из Фландрии. Тайный совет искал авторов этих воззваний среди лондонской литературной богемы. Были произведены обыски, в том числе на квартире, которую Марло делил с драматургом Томасом Кидом. Среди его бумаг были обнаружены заметки, содержащие крамольные высказывания, как то: «Кто не любит табака и мальчиков — дураки» и «Евангелист Иоанн делил ложе с Иисусом».

### Убийство
Томас Кид, помещённый в тюрьму, под пытками показал, что бумаги принадлежали Марло и остались от совместной работы над пьесой два года назад. Был или не был Марло тайным агентом, формально совет должен был допросить его, тем более что королева оставила на рапорте резолюцию: «Довести расследование до конца». Поэта, гостившего у Томаса Уолсингема в поместье Скедбери (Кент), вызвали на заседание Тайного совета 12 мая 1593 года, временно арестовали, отпустили, но велели каждый день отмечаться в канцелярии Совета до тех пор, пока не будет вынесен приговор по его делу. Однако допрос, вероятно, не состоялся, так как поэт был убит.
Марло был зарезан в таверне Дептфорда 30 мая 1593 года. В последний день своей жизни он обедал в ней с компанией подозрительных личностей: Инграмом Фризером, Николасом Скирсом и Робертом Пули. Есть основания считать, что эти люди были связаны с секретными службами. Вскоре между ними возникла ссора. Марло выхватил из рук Фризера кинжал и нанёс тому несколько ударов. Фризер пытался вырвать оружие из рук Марло, в потасовке кинжал вонзился над правым глазом Марло и прошёл прямо в мозг. Его тело было предано земле 1 июня там же.
По поводу обстоятельств и причин смерти поэта до сих пор существуют противоречивые версии. Некоторые исследователи считают, что бытовая ссора, приведшая к фатальному исходу, была подстроена. По этой версии поэт намеревался уехать из Англии через Дептфорд, но правительство решило помешать этому ввиду его причастности к секретам английской разведки.
В этом деле действительно много странного, начиная от путаницы с точной датой смерти поэта (по одним данным — 30 мая, по другим — 1 или 2 июня) до имен убийц (их имена несколько раз менялись, а основные подозреваемые — Фризер, Скирс и Пули — считались агентами секретной службы, что и помогло им впоследствии уйти от наказания). Расследование преступления велось крайне неопрятно. Вердикт судьи гласил, что Фризер действовал в пределах самообороны. Складывалось впечатление, что власти хотели быстрее замять это дело.

### Марло и Шекспир
Кристофер Марло — единственный современник, которого Шекспир прямо цитирует в одном из своих сочинений. Когда в Лондоне был опубликован памфлет, поносивший Марло и Шекспира за дурновкусие, оба поэта парировали обвинения лёгкими эротическими поэмами в классицизирующей, овидиевской манере («Геро и Леандр» Марло и «Венера и Адонис» Шекспира). Есть мнение, что в пьесе «Убийство Гонзаго», которую ставит Гамлет (т. н. сцена мышеловки), Шекспиром спародирован стиль монологов Марло.
Одна из конспирологических версий исследователей т. н. «шекспировского вопроса» приписывает Марло (якобы не погибшему в 1593 году) произведения, известные под именем Шекспира. Согласно этой версии, смерть Марло была инсценирована им самим, возможно, при содействии Уолсингема.

## Творчество
Марло внёс большие изменения в английскую драму. До него здесь хаотически нагромождались кровавые события и вульгарные шутовские эпизоды. Он первым сделал попытку придать драме внутреннюю стройность и психологическое единство. Марло преобразовал стихотворную ткань драмы введением белого стиха, существовавшего до него лишь в зачаточном состоянии. Он начал более свободно, чем его предшественники, обращаться с ударными слогами: трохей, дактиль, трибрахий и спондей заменяют у него властвовавший у его предшественников ямб. Этим он приблизил трагедию к классической драме типа Сенеки, популярной тогда в английских университетах. Современников поражал мощный, полный аллитерационных повторов стих Марло, звучавший для елизаветинской эпохи свежо и необычно. Майкл Дрейтон назвал его вдохновение «прекрасным безумием, которое по праву и должно овладевать поэтом», чтобы он смог достичь таких высот.
Главные герои произведений Марло — борцы с огромным честолюбием и грандиозной жизненной энергией. Они выплёскивают свою душу в полных патетики длинных монологах, которые Марло ввёл в арсенал приёмов елизаветинской драмы. Поэт видел подлинные истоки трагического не во внешних обстоятельствах, определяющих судьбу персонажей, а во внутренних душевных противоречиях, раздирающих исполинскую личность, поднявшуюся над обыденностью и расхожими нормами:
- Тамерлан, бывший пастух, появляется на сцене в триумфальной колеснице, которую тащат зубами за верёвки покорённые им цари.
- «Мальтийский жид» по имени Барабас (Варавва) борется с целым христианским миром за освобождение своей порабощённой нации и побеждает этот мир единственным доступным ему орудием — золотом.
- Фауст продаёт душу из-за жажды знаний и стремления владеть миром. Мечты и желания Фауста — целая программа экспансии, осуществляемой руками жадных авантюристов, начинавших свою социальную карьеру в Британии.

Герои Марло неоднозначны, они вызывали у зрителей одновременно ужас и восхищение. Он восстаёт против средневекового смирения человека перед силами природы, против смиренного принятия жизненных обстоятельств. Пьесы Марло были рассчитаны на то, чтобы поражать современников неожиданными театральными эффектами. Например, в финале «Мальтийского жида» на сцене появляется гигантский котёл, где главный герой оказывается сварен заживо. «Эдуард II» — трагедия гомосексуала в гетеросексуальном обществе с многочисленными двусмысленными пассажами в духе Овидия — заканчивается тем, что король погибает от раскалённой кочерги, воткнутой в задний проход.

### Пьесы
- «Дидона, царица Карфагена» («Dido, Queen of Carthage», совместно с Т. Нэшем, около 1583)
- «Тамерлан» («Tamburlaine», около 1587)
- «Доктор Фауст» («Doctor Faustus», около 1588—89)
- «Мальтийский еврей» («The Jew of Malta», 1589)
- «Эдуард II» («Edward II», 1592)
- «Парижская резня» («The Massacre at Paris», 1593)

### Стихи и переводы
- Отрывки из «Фарсалии» Лукана (ок 1582)
- Отрывки из Овидиева «Искусства любви» (примерно 1582)
- «Страстный пастух — своей возлюбленной», перевод Игоря Жданова
- «Геро и Леандр» (примерно 1593, дописана в 1598 Джорджем Чапменом) / «Геро и Леандр», перевод Юрия Корнеева

## В кино
- «Влюблённый Шекспир» / Shakespeare in Love (1998; Великобритания, США), в роли Кристофера Руперт Эверетт;
- «Аноним» / Anonymous (2011; Великобритания, Германия, США) режиссёр Роланд Эммерих, в роли Кристофера Тристан Гравелль;
- «Выживут только любовники» / Only Lovers Left Alive (2013; Великобритания, Германия, Греция) режиссёр Джим Джармуш, в роли старого Кристофера Марло Джон Хёрт. В фильме утверждается, что Кристофер написал Гамлета, Сонет 116 и, вероятно, все произведения, приписываемые Шекспиру;
- В сериале «Уилл» / Will (2017; США) роль Марло исполнил Джейми Кэмпбелл Бауэр;
- В сериале «Открытие ведьм» (2018 — н. в.; Великобритания) роль Марло исполняет актер Том Хьюз.
- В сериале «Уильям наш, Шекспир» / Upstart Crow (2016 - н. в.; Великобритания) роль Марло исполняет актер Тим Дауни (Tim Downie).